# Under the Skin (2013)
Under the Skin, deutscher Langtitel Under the Skin – Tödliche Verführung, ist ein britischer Science-Fiction-Thriller von Jonathan Glazer aus dem Jahr 2013 mit Scarlett Johansson in der Hauptrolle. Er basiert lose auf dem Roman Die Weltenwanderin von Michel Faber. Das Drehbuch schrieben Glazer und Walter Campbell. Im Film geht es um ein Wesen in Frauengestalt, das in einem Lieferwagen durch Schottland fährt. Unterwegs nimmt es Männer mit, die es verführt und dann verschwinden lässt.

## Inhalt
In einer an Kubricks Film 2001: Odyssee im Weltraum erinnernden, animierten Eingangssequenz bildet sich ein Auge. Kurz darauf trägt ein Motorradfahrer einen regungslosen Frauenkörper zu einem Lieferwagen. Ein nacktes Wesen in Gestalt einer weiteren Frau entkleidet den Frauenkörper und zieht dessen Sachen an. Eine Träne läuft aus dem Auge der ersten Frau. Das Wesen fährt schließlich mit dem Lieferwagen durch Schottland und beginnt Männer anzusprechen. In mehreren Szenen steigen jeweils Männer zu ihm in den Wagen, gehen mit ihm in ein unscheinbares, heruntergekommenes Haus. Im Obergeschoss folgt jeder Mann ihm in stilisierten Szenen und beide ziehen sich Schritt für Schritt aus. Der nackte Mann geht auf die Frau zu und versinkt dabei allmählich in einer zähen Flüssigkeit, während sie nicht versinkt, sich wieder anzieht und das Haus verlässt. Die Männer ertrinken nicht in der Flüssigkeit. Sie treiben unter der Oberfläche eine unbestimmte Zeit umher und können einander sehen und berühren, sind aber weitgehend apathisch. Es geht ihnen nicht gut, ihre Körper verändern sich, sie verlieren allmählich Form und Volumen, bis nur noch ihre leere Haut in der Flüssigkeit treibt. Aufgelöstes rosa Fleisch strömt zu einem Ausfluss.
Das Muster verändert sich, als sie einen Mann am Strand anspricht. Er lässt sie stehen, weil im Wasser Personen zu ertrinken drohen und er zu helfen versucht. Als Alien erkennt sie nicht, dass Menschen durch Hilfsbereitschaft und Mitleid motiviert werden, sie hat keine Gefühle. Das weinende Kind des Ertrunkenen lässt sie ungerührt auf dem Strand sitzen. Ein weiteres Opfer hat ein durch Neurofibromatose entstelltes Gesicht. Sie erkennt seine besondere Rolle nicht. Er ist durch seine Krankheit ein Ausgeschlossener und hatte noch nie eine Beziehung. Die Frau flirtet mit ihm und nimmt ihn mit in das Haus, lässt ihn aber dann als einziges Opfer gehen. Ob sie ihn aus Mitleid oder aus Sympathie verschont oder ob er vielleicht für sie körperlich keinen Wert hat, bleibt offen. Der entstellte Mann geht nackt nach Hause zurück, fällt jedoch, kaum dass er die Stadt erreicht, dem Motorradfahrer in die Hände, welcher ihn in den Kofferraum eines Autos steckt.
Die Frau unternimmt eine Bustour. An einer Haltestelle trifft sie auf einen stillen Mann, der ihr im Regen seine Jacke leiht, sie mit in sein Haus nimmt und ihr ein Zimmer gibt. Beide schlafen am nächsten Tag in seinem Bett miteinander, doch unterbricht die Frau den Akt abrupt und verhält sich von jetzt an besorgt, beinahe ängstlich. Sie verlässt den Mann und eilt wenig später in einen Wald, wo ein Waldarbeiter sie anspricht. In einer Schutzhütte sucht sie Schlaf, erwacht jedoch, als der Arbeiter sie zudringlich anfasst. Die Frau flieht, wird von dem Arbeiter aber eingeholt. Er versucht sie zu vergewaltigen, reißt dabei aber Hautstücke von ihrem Körper und flieht entsetzt. Die Frau entledigt sich ihrer Haut – zum Vorschein kommt ein tiefschwarzer, hagerer Körper. Der Arbeiter erscheint erneut, übergießt den schwarzen Körper mit Benzin und zündet ihn an. Das brennende Wesen eilt aus dem Wald und bricht auf einer schneebedeckten Ebene zusammen. Rauch steigt auf. In der Ferne steht der Motorradfahrer auf einem Hügel und hält Ausschau.

## Produktion

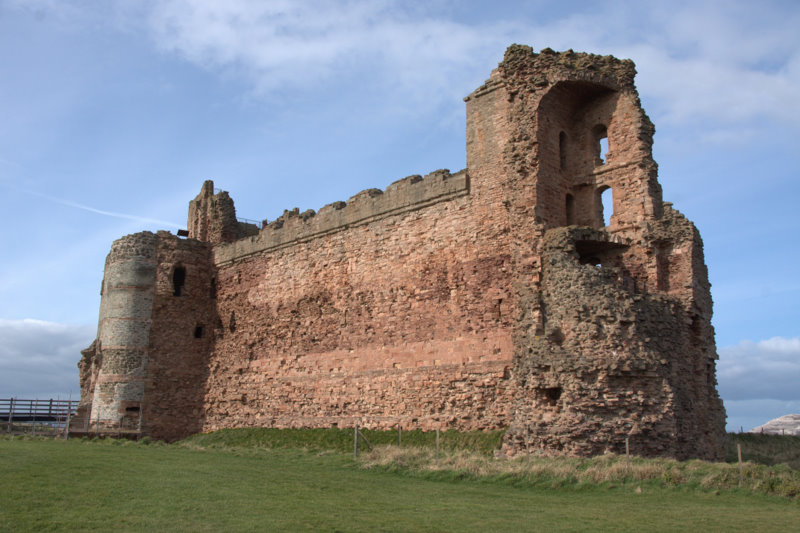
Tantallon Castle, ein Drehort des Films

Under the Skin war nach Sexy Beast aus dem Jahr 2000 und dem 2004 erschienenen Birth der dritte Spielfilm, bei dem Jonathan Glazer Regie führte. Bereits 2001 hatte er mit der Arbeit am Film begonnen, setzte diese jedoch erst nach der Fertigstellung von Birth 2004 fort. Im Entstehungsprozess handelte der Film zwischenzeitlich von einem Alien-Paar, das sich in Schottland als Bauern tarnt, wobei Brad Pitt bereits für den männlichen Part ausgewählt worden war. Erst mit der Entscheidung, den Film aus der Sicht eines weiblichen Aliens zu drehen, kam die Arbeit am Drehbuch voran.
Der Film sollte 2009 durch Film4 Productions produziert werden und ist einer der letzten Filme, die noch vom 2010 aufgelösten UK Film Council mitfinanziert wurden. Ende 2010 wurde bekanntgegeben, dass Scarlett Johansson die Hauptrolle in Under the Skin übernehmen wird. Die Dreharbeiten begannen jedoch erst im Oktober 2011.
Gedreht wurde an verschiedenen Orten in Schottland, unter anderem in Auchmithie (Szene am Strand), in der Ruine des Tantallon Castle (die Frau und der Stille) sowie im Wald bei Lochgoilhead (Schlussszene). Zahlreiche Szenen vor allem in Glasgow wurden mit versteckter Kamera gedreht, so wurden kleine Digitalkameras am Wagen angebracht, den Scarlett Johansson im Film fährt. In improvisierten Szenen, in denen sie aus dem Lieferwagen heraus Männer auf der Straße anspricht, wurde sie vom Regisseur Jonathan Glazer per Knopf im Ohr instruiert. Ursprünglich war die Filmpremiere für 2012 geplant, wurde jedoch verschoben, da im Oktober 2012 Nachdrehs erfolgten. Dabei entstand das Foto Scarlett Johansson Falling Down, das sich ein Jahr später zu seinem Internetphänomen entwickelte. Die Kostüme schuf Steven Noble, die Filmbauten stammen von Chris Oddy.
Der Film wurde am 29. August 2013 im Rahmen des Telluride Film Festivals erstmals gezeigt und nahm im September 2013 an den Internationalen Filmfestspielen von Venedig und am Toronto International Film Festival teil. Er kam am 14. März 2014 in die britischen Kinos.
Ein großflächiger deutscher Kinostart war zunächst nicht geplant, da der finanziell angeschlagene deutsche Verleih Senator Film den Film als „schwer vermarktbar“ einschätzte. Er wurde jedoch auf deutschen Filmfestivals, darunter am 29. Juni 2014 auf dem Filmfest München, gezeigt. Die Veröffentlichung des Films auf DVD und Blu-ray Disc erfolgte am 10. Oktober 2014. Eine Initiative deutscher Kinos brachte den Film im Herbst 2014 in kleinerem Umfang zur Aufführung.

## Einordnung und Deutung
Xan Brooks nannte das Wesen Laura im Guardian einen „vampirähnlichen Weltraumalien“ („vampiric space alien“) und ordnete den Film zwischen Horror- und Alien-Science-Fiction ein. Leo Robson stellte im Guardian fest, dass man nicht genau wisse, was man mit Under the Skin ansehe. Der Filmtitel könne antirassistisch gedeutet werden, da er deutlich mache, dass jeder unabhängig von Hautfarbe oder Herkunft gewisse Ähnlichkeiten habe. Der Film habe einen feministischen Ton, wirke Laura doch als Sexobjekt und -spielzeug und fungiere als Beobachterin und Verführerin. Der Film habe zudem komische Elemente. Under the Skin bringe den Betrachter dazu, darüber nachzudenken, was einen Menschen über das reine körperliche Sein menschlich werden lasse, befand The Telegraph. Matt Zoller Seitz stellte auf rogerebert.com fest, dass der Film schwer auf einen Aspekt festzulegen sei und wie aus der Zeit gefallen wirke.
Das Thema eines Aliens in unserer Welt werde im Film durch den Kontrast zwischen Scarlett Johansson und der heruntergekommenen schottischen Wirklichkeit verstärkt. Der Effekt werde illustriert, da mehrere Szenen mit verdeckter Kamera in der Öffentlichkeit aufgenommen wurden.
Thematisch ähnelt Under the Skin der SF-Horror-Filmreihe Species, wo ebenfalls ein Alien in attraktiver Frauengestalt Männer anlockt, sie verführt und tötet. In Species dient die Verführung zum Zwecke der Fortpflanzung und gibt es keine geheimnisvollen Elemente, während bei Under the Skin das Mysteriöse und Unbegreifliche der Begegnung mit einer außerirdischen intelligenten Lebensform im Vordergrund steht.

## Rezeption
Beim Filmfestival in Venedig erntete der Film 2013 Buhrufe und positive Kritiken zugleich. Bei Rotten Tomatoes erhielt der Film 86 Prozent überwiegend positive Kritiken.
In der britischen Zeitung The Guardian wurde Under the Skin als „eisige Parabel über Liebe, Sex und Einsamkeit“ („icy parable of love, sex and loneliness“) beschrieben. Am Jahresende 2014 erklärte Peter Bradshaw im Guardian Under the Skin zum besten Film des Jahres. Für SPIEGEL Online war es ein „herausragende[r] Experimentalfilm“; „in seinen besten Momenten bietet dieser brillante, wenn auch nicht makellose Film eine Seherfahrung, wie sie das Kino in den vergangenen Jahren nicht geschafft hat.“ The Telegraph bezeichnete den Film als „Meisterwerk“.
Für Variety war Under the Skin eine „zweifellos ambitionierte, aber letztendlich starre und alberne Geschichte um einen Außerirdischen auf Beutefang“ („undeniably ambitious but ultimately torpid and silly tale of an alien on the prowl“). The Independent bezeichnete den Film als „lächerlich schlechten Alien-Anhalter-Film“ („laughably bad alien hitchhiker movie“).
Cinema schrieb: „Jonathan Glazers kühne Adaption von Michel Fabers Roman ‚Die Weltenwanderin‘ erzählt in minimalistisch konzentrierten Bildfolgen eine düstere Parabel von Einsamkeit, Begehren – und von der Selbstfindung einer Frau. Hollywood-Star Johansson spielt diese Transformation (Glazer nennt sie die Entwicklung von einem ‚Es‘ zu einer ‚Sie‘) rätselhaft und verletzlich. Mit faszinierenden Spezialeffekten […] und dem kunstvoll dissonanten Soundtrack der Britin Mica Levi entwickelt der Film einen beklemmenden Sog. Fazit: Gewagt verstörender Selbstfindungstrip“.
2016 belegte Under the Skin bei einer Umfrage der BBC zu den 100 bedeutendsten Filmen des 21. Jahrhunderts den 61. Platz.

## Auszeichnungen
Auf den Internationalen Filmfestspielen von Venedig 2013 lief der Film im Wettbewerb um den Goldenen Löwen. Jonathan Glazer wurde 2013 auf dem London Film Festival für den Preis in der Kategorie Bester Film nominiert. Bei den British Independent Film Award erhielt der Film vier Nominierungen (Beste Regie, Beste Darstellerin, Bestes Sound Design und Beste Musik). Daniel Landin gewann 2014 auf dem Dublin International Film Festival einen Dublin Film Critics Award für die Beste Kamera.